# Eita (acteur)
Pour les articles homonymes, voir Eita (Kiribati).
Eita (瑛太), né Eita Nagayama (永山 瑛太, Nagayama Eita) le 13 décembre 1982 dans la préfecture de Niigata, est un acteur japonais.
Il est apparu dans de nombreux dramas dont le plus notable est la série télévisée Water Boys (en). Il est également apparu dans Summer Time Machine Blues et Tokyo Friends: The Movie.

## Biographie

### Vie privée
Eita est marié avec la chanteuse Kaela Kimura. L'acteur Kento Nagayama (en) est son frère.

## Filmographie partielle

### Au cinéma
- 2001 : Aoi haru : Obake (Ghost)
- 2003 : Azumi : Hiei
- 2003 : Nain souruzu : Noboru Kaneko
- 2004 : Believer
- 2005 : Densha otoko : Hirofumi
- 2005 : Samâ taimu mashin burûsu : Takuma Komoto
- 2005 : Su-ki-da : Yosuke - young
- 2005 : Kûchû teien : Tezuka
- 2006 : Memories of Matsuko de Tetsuya Nakashima : Shō Kawajiri
- 2006 : Tokyo Friends: The Movie : Ryuji
- 2007 : Dororo : Tahomaru
- 2007 : Tonari machi sensô : Tomoki Kosaka
- 2007 : Ahiru to kamo no koinrokkâ : Kawasaki
- 2008 : Gin iro no shîzun : Gin Shiroyama
- 2009 : April Bride (余命1ヶ月の花嫁, Yomei ikkagetsu no hanayome?) de Ryūichi Hiroki : Taro Akasu
- 2009 : Gama no abura (ガマの油?) de Kōji Yakusho : Takuya Yazawa
- 2009 : Cher docteur (ディア・ドクター, Dia dokutā?) de Miwa Nishikawa : Keisuke Soma
- 2009 : Nakumonka (なくもんか?) de Nobuo Mizuta : Yusuke
- 2009 : Nodame Kantâbire: Saishuu-gakushou - Zenpen : Ryutaro Mine
- 2010 : Nodame Kantâbire: Saishuu-gakushou - Kouhen : Ryutaro Mine
- 2011 : Mahoro ekimae Tada benriken : Keisuke Tada
- 2011 : Ichimei : Motome Chijiiwa
- 2011 : Ooshikamura soudouki : Kanji Shibayama
- 2011 : Monsutâzu kurabu : Ryoichi Kakiuchi
- 2011 : Bokukyû: A ressha de iko : Kenta kodama
- 2011 : Wairudo 7 : Dairoku hiba
- 2014 : Mahoro ekimae kyôsôkyoku : Tada
- 2016 : Tono, risoku de gozaru
- 2016 : Rokuyon: Kôhen : News Paper Reporter Akikawa (terminé)
- 2016 : Rokuyon: Zenpen : News Paper Reporter, Akikawa (en post-production)
- 2016 : Tono, Risoku de Gozaru : Tokuheiji Sugawaraya
- 2016 : Mogura no Uta Hong Kong : Shinya Kabuto
- 2017 : The Ringside Story : Hideo Murakami
- 2017 : Mikkusu : Hisashi Hagiwara
- 2017 : Hikari de Tatsushi Ōmori : Susuke
- 2018 : Yuuzai : Hideto Suzuki / Kentaro Aoyagi
- 2020 : Hokusai : Tanehiko Ryutei
- 2023 : L'Innocence (怪物, Kaibutsu?) de Hirokazu Kore-eda : Mitchitoshi Hori

## Distinctions

### Récompenses
- 2009 : Hōchi Film Award du meilleur acteur dans un second rôle pour Cher docteur, April Bride, Gama no abura et Nakumonka[1]
- 2010 : Blue Ribbon Award du meilleur acteur dans un second rôle pour Cher docteur[2]

### Nomination
- 2010 : prix du meilleur acteur dans un second rôle pour Cher docteur aux Japan Academy Prize[3]